# MIYAZAKI経済ナビ
MIYAZAKI経済ナビ（みやざきけいざいナビ）は、UMKテレビ宮崎の経済情報番組。2007年4月7日から2012年3月24日まで毎週土曜日の23:15（JST）から15分間放送していた。（翌日曜日の5:45（JST）再放送）

## 概要
2007年4月7日に開始。宮崎県の企業が今何を取り組んでいるのか、また宮崎県の企業が持っている最新の技術とは、宮崎県で今何のトレンドが流行しているかをルポルタージュやトップへのインタビューを通して検証していく。
2007年3月までUMKは土曜23時の番組として日本テレビの『恋のから騒ぎ』を放送していたが、フジテレビの『土曜プレミアム』の放送が23:10まで拡大したため、『恋のから騒ぎ』を遅れネットとした（2010年3月まで。同年4月からは日本テレビでの放送枠が金曜23:30に移ったため同時ネットを再開）。しかし、23:30からの番組（2007年4月当時は『ナイナイサイズ!』。その後『世界!弾丸トラベラー』）はそのまま同時ネットされるため、23:10から20分枠が空くこととなった。このため23:10からの5分間を天気予報とし、残りの15分が当番組の枠として充てられることとなった。
2009年10月からは、23:10からの番組が『THE PARTNER』に変わっている。（現在は終了。）
また同じく9月からは、日本のトップ企業の中枢で活躍する宮崎県出身者へのロングインタビューを月2回放送中。聞き手は、延岡市出身である作家の谷克二。
2010年4月よりハイビジョン放送。それに伴い放送時間を5分延長し23:10から（同時間の天気予報は終了）にした。
2010年10月より、スカパー!ほかで視聴可能なホームドラマチャンネルでも放送されており、同チャンネルでは「インターローカルアワー」の内包番組として放送されていた。そのため、テロップには「この番組は宮崎地区で○月○○日に放送されたものです」が画面上に表示されていた。また、番組ホームページでも過去5回分の動画を見ることが出来た。
同じく10月より再び放送時間が15分に戻った。
2012年3月24日、全236回、5年間の放送に幕を閉じた。同時にホームドラマチャンネルの放送も2012年4月13日に終了した。

## 放送時間
テレビ宮崎
- 2007年4月 - 2010年3月　23:15 - 23:30
- 2010年4月 - 2010年9月　23:10 - 23:30
- 2010年10月 - 2012年3月 23:15 - 23:30

ホームドラマチャンネル
- 2010年10月 - 金曜26:15 - 26:35
- 2010年11月 - 2012年4月 金曜26:20 - 26:35

## 出演者
- 南出雅之（UMKアナウンサー）